# Madeleine-Sibylle de Prusse
Madeleine-Sibylle, née le 31 décembre 1586 à Königsberg et morte le 12 février 1659 à Dresde, est une princesse de la maison de Hohenzollern, fille du duc Albert-Frédéric de Prusse et de Marie-Éléonore de Clèves. Elle fut électrice consort de Saxe de 1611 à 1656, par son mariage avec l'électeur Jean-Georges Ier.

## Biographie
Cinquième et dernière fille d'Albert-Frédéric (1553-1618), duc de Prusse, et de son épouse Marie-Éléonore (1550-1608), elle-même fille du duc Guillaume de Clèves. Avec ses frères et sœurs, elle a grandi au château de Königsberg où elle a été rigoureusement éduquée dans la foi protestante.
Le 19 juillet 1607 à Torgau, elle se marie avec le futur électeur de Saxe Jean-Georges Ier (1585-1656), veuf de Sibylle-Élisabeth de Wurtemberg. Ils ont dix enfants :
- un fils (né et mort en 1608) ;
- Sophie-Éléonore (23 novembre 1609 – 2 juin 1671), épouse en 1627 le landgrave Georges II de Hesse-Darmstadt ;
- Marie-Élisabeth (22 novembre 1610 – 24 octobre 1684), épouse en 1630 le duc Frédéric III de Holstein-Gottorp ;
- Christian-Albert (né et mort en 1612) ;
- Jean-Georges II (31 mai 1613 – 22 août 1680), électeur de Saxe ;
- Auguste (13 août 1614 – 4 juin 1680), duc de Saxe-Weissenfels ;
- Christian Ier (27 octobre 1615 – 18 octobre 1691), duc de Saxe-Mersebourg ;
- Madeleine-Sibylle (23 décembre 1617 – 6 janvier 1668), épouse en 1634 le prince héritier Christian de Danemark (1603-1647), veuve en 1647, elle épouse en 1652 le duc Frédéric-Guillaume II de Saxe-Altenbourg ;
- Maurice (28 mars 1619 – 4 décembre 1681), duc de Saxe-Zeitz ;
- Henri (né et mort en 1622).

Durant la guerre de Trente Ans, Madeleine-Sibylle, une grande pasionnée de l'Union protestante et partisane du roi suédois Gustave II Adolphe, supportait mal que son mari se tourna vers l'empereur Ferdinand II de Habsbourg concluant la paix de Prague en 1635. Elle était liée d'amitié avec la reine consort Marie-Éléonore ; de plus, elle a favorisé la peinture et la poésie.
Veuve depuis 1656, elle meurt trois ans plus tard et fut enterrée dans la cathédrale de Freiberg.